# Stylidium longitubum
Stylidium longitubum este o specie de plante dicotiledonate din genul Stylidium, familia Stylidiaceae, ordinul Asterales, descrisă de George Bentham. Conform Catalogue of Life specia Stylidium longitubum nu are subspecii cunoscute.